# Тиренско море
Тиренско море (итал. Mare Tirreno, фр. Mer Tyrrhénienne) део је Средоземног мора између Италије на североистоку , острва Корзике и Сардиније на западу и Сицилије на југу. Највећа дужина овог мора је у правцу северозапад–југоисток и износи око 390 миља. Највећа ширина је у правцу исток–запад и износи око 350 миља. Тиренско море је један од најдубљих басена у Средоземном мору. Дно је у северном делу плиће. Највећа дубина је 3.758 m и налази се на око 25 миља југозападно од острва Понце (Ponza). Море је сиромашно острвима. Најзначајније острвске скупине су: Тоскански архипелаг (са највећим острвом Елбом), Понтинска острва, Липарска острва и Егадска острва. Око 35 миља северозападно од Палерма је усамљено острво Устика (Ustica).
Клима је средоземна. Средња температура ваздуха лети је од 23°C до 25°C, зими око 13°C. Облачност је релативно мала, падавине умерене са максимумом од септембра до маја. У северном делу, од маја до августа, више од трећине свих ветрова су југозападног и западног смера, зими су чести југоисточни ветрови с кишом, док на југу преовлађују лети северозападни и североисточни, а зими јужни ветрови. Средња температура површине мора најнижа је у фебруару и варира од 11°C до 14°C, а највиша у августу, од 23°C до 26°C. 
Морске струје су под упливом општег система струјања западног басена Средоземног мора. Преовлађујућа источна струја брзине 0,5 чворова тече уз северну обалу Сицилије и скреће на северозападу дуж Апенинског полуострва. Уз обалу Корзике нема изразите редовне струје, док у Бонифачовом пролазу источна струја може да досегне брзину до 2 чворова. 
Амплитуда морских мена је незнатна (0,3 m). 
Сланост варира између 37‰ и 38‰ на површини, а до дубине од 1.500 m расте за око 0,75‰. Прозирност мора је у просеку 40–45 m. Рибарство је развијено; највише се лови плава риба и туњ. Главне поморске комуникације транзитног карактера су пролази који га спајају са Средоземним морем, а луке са међународним саобраћајем су Напуљ и Палермо. Поморске базе су у Напуљу, Палерму, Каљарију и Ла Мадалени. У Другом светском рату Тиренско море је било важно поморско ратиште у време заузимања Сицилије у јулу 1943, нарочито у савезничким десантним операцијама код Салерна у септембру 1943. и Анција у јануару 1944. Обале Тиренског мора на Апенинском полуострву су претежно ниске, песковите и претежно мочварне, са бројним плитким заливима; обала на Сицилији је доста стрма сем крајњег западног дела; обала дуж Сардиније и Корзике је, са малим изузецима, типичан пример ријаске обале. Граница Тиренског мора на југоистоку у Месинском теснацу је линија која спаја рт Пачи (Capo Paci) и рт Пелоро; граница мора на југозападу је спојница између рта Боео на Сицилији и рта Теулада на Сардинији; у Бонифачовом пролазу, спојница рта Теста на Сардинији и рта Фено (Cap de Feno) на Корзици и на северу граница Тиренског мора је линија која спаја рт Гросо (Cap Grosso) на Корзици, острво Тино, острво Палмарија и рт Сан Пјетро (Punta San Pietro).
Тиренско море је са Јонским морем повезано Месинским мореузом, а Корзиканским каналом са Лигурским морем и Ђеновским заливом.

## Географија
Тиренско море је омеђено острвима Корзика и Сардинија (на западу), Италијанским полуострвом (регије Тоскана, Лација, Кампанија, Базиликата и Калабрија) на северу и истоку и острвом Сицилија (на југу). Тиренско море такође укључује низ мањих острва као што су Капри, Елба, Искија и Устика.
Максимална дубина мора је 3.785 m (12.418 ft).

### Опсег
Међународна хидрографска организација дефинише границе Тиренског мора на следећи начин:
- У Месинском мореузу: линија која спаја северни крај рта Паци (15°42′Е) са источним крајњим делом острва Сицилије, рт Пелоро (38°16′N).
- На југозападу: линија која иде од рта Лилибео (западни крај Сицилије) до јужног краја рта Теулада (8°38′Е) на Сардинији.
- У мореузу Бонифацио: линија која спаја западни крај рта Теста (41°14′N) на Сардинији са југозападним крајњим делом рта Фено (41°23′N) на Корзици.
- На северу: линија која спаја рт Корз (Рт Гросо, 9°23′E) на Корзици, са острвом Тинето (44° 01′ N 9° 51′ E / 44.017° С; 9.850° И) и одатле преко острва Тино и Палмарија до тачке Сан Пјетро (44° 03′ N 9° 50′ E / 44.050° С; 9.833° И) на обали Италије.

### Излази
Постоје четири излаза из Тиренског мора (од севера ка југу):
| Излаз             | Локација                                                          | Ширина              | Повезано море           |
| ----------------- | ----------------------------------------------------------------- | ------------------- | ----------------------- |
| Канал Корзика     | између Тоскане и Корзике 42° 50′ N 9° 45′ E / 42.833° С; 9.750° И | око 80 km (50 mi)   | Лигурско море           |
| Бонифациов мореуз | између Корзике и Сардиније                                        | 11 km (6,8 mi)      | Средоземно море (право) |
| без имена         | између Сардиније и Сицилије                                       | око 290 km (180 mi) | Средоземно море (право) |
| Месински мореуз   | између Сицилије и Калабрије на врху Италије                       | 3 km (1,9 mi)       | Јонско море             |

### Сливови
Тиренски басен је подељен на два басена (или равнице), равницу Вавилов и равницу Марсили. Раздвојени су подморским гребеном познатим као Иселски мост, по Артуру Иселу.

## Геологија
Тиренско море је залучни басен који је настао услед повлачења калабријске плоче ка југоистоку током неогена. Епизоде брзог и спорог повлачења ровова формирале су најпре Вавилов, а затим Марсилијев басен. Подморски вулкани и активни вулкан планине Стромболи настали су зато што повлачење ровова ствара продужетак у главној плочи омогућавајући плашту да се подигне испод површине и делимично отопи. На магматизам овде утичу и течности које се ослобађају из плоче.

## Име
Име мора потиче од грчког имена за Етрурце, које први помиње Хесиод у 8. веку пре нове ере који их је описао као да живе у централној Италији заједно са Латинима. Етрурци су живели дуж обале модерне Тоскане и северног Лација и називали су воду „Море Етрураца”.

## Острва
Острва Тиренског мора укључују:
- Корзика
- Сардинија
- Сицилија
- Тоскански архипелаг
- Искија
- Процида
- Капри
- Устика
- Еолска острва[12] (укључујући Липаре и Стромболе)
- Понтинска острва укључујући Понцу

## Галерија слика
- Монте Арђентарио
- Пицо
- Цамброне
- Паргелија
- Понца
- Капо Ватикано
- Шила
- Тиндари
- Чефалу
- Палермо
- Кастеламаре дел Голфо
- Каро Мисено
- Терачина
- Терме Виглијаторе